# Sprinter (computadora)
El Sprinter es un microcomputadora basada en el ZX Spectrum desarrollado por la compañía rusa Peters Plus, Ltd. (San Petersburgo) a partir de 1996. Usa un microprocesador Zilog Z84C15 de 8 bits, compatible con el antiguo Zilog Z80, capaz de trabajar en dos modos (21MHz y 3.5MHz) y un FPGA Altera como partes principales del sistema.
La configuración estándar es de 4MB de RAM (SIMM), ampliable a 64MB. El sistema de video cuenta con tres modos gráficos:
- 256x192, 8 colores (modo Spectrum)
- 320x256, 256 colores
- 640x256, 16 colores

## Sprinter 97
La primera versión de esta máquina llevaba 128 KB ROM, 256 KB de video RAM (ampliables a 512 KB), disquetera de 3.5", puertos para disco duro IDE/AT y CD-ROM, teclado tipo PC/AT, salida para ratón MS, y dos slots ISA-8 (PC) para ampliaciones. El sonido estaba a cargo de un chip AY-3-8910 y de un CONVOX de 8bit y 4 canales. La salida de video soportaba TV o monitor RGB.

## Sprinter 2000
En esta ampliación de la máquina original el sistema de video tiene salidas tanto para TV como para monitores CGA. La ROM ha sido ampliada a 256Kb y la RAM de video a 512Kb. La salida de sonido es de 16 bits.
El Sprinter usa el sistema operativo Estex. A partir de 2004 la actualización hardware y software de esta computadora por parte de Peter Plus ha cesado, tomando la compañía NedoPC (Moscú) el relevo.